# نخودوابیج
نخود وابیج یکی از غذاهای سنتی منطقه گیلان است که با نخود، سیر و سبزیجات معطر تهیه می‌شود. این غذا به دلیل طعم خاص و روش پخت منحصر به فرد، جایگاه ویژه‌ای در آشپزی گیلانی دارد.

## پیشینه و ویژگی‌ها
این غذا که با نام محلی «نخود وبیج» نیز شناخته می‌شود:
- از غذاهای سنتی غرب گیلان (مناطق فومن، شفت و ماسال) است [۱]
- در فهرست آثار ناملموس غذایی استان گیلان ثبت شده است [۲]
- به گفته پژوهشگران، ریشه در فرهنگ غذایی مردم گیلک دارد [۳]

## اهمیت فرهنگی
نخود وابیج بیش از یک غذای ساده، بخشی از هویت فرهنگی مردم گیلان است:
- نشان دهنده استفاده هوشمندانه از منابع محلی (نخود، شوید و کره محلی) است
- در مراسم محلی و جمع‌های خانوادگی سرو می‌شود
- به عنوان یکی از غذاهای معرف غرب گیلان شناخته می‌شود

## مواد تشکیل‌دهنده
مواد اصلی برای ۴ نفر:
- نخود (2 پیمانه) - خیس خورده و پوست کنده
- سیر (5-6 حبه) - رنده شده
- شوید تازه (1 پیمانه) - خرد شده
- تخم مرغ (4 عدد)
- کره محلی گیلانی (50 گرم)
- روغن زیتون (3 قاشق غذاخوری)
- ادویه‌جات (زردچوبه، نمک، فلفل)

## روش تهیه

### مرحله ۱: آماده‌سازی
۱. نخودها را از شب قبل در آب خیس کنید و پوست آنها را بکنید.
۲. نخودها را با آب تازه بپزید تا کاملاً نرم شوند (حدود 1 ساعت).

### مرحله ۲: تفت دادن
۱. در تابه مناسب، کره و روغن را گرم کنید.
۲. سیر رنده شده را تفت دهید تا طلایی شود.
۳. نخودهای پخته را اضافه و با سیر تفت دهید.

### مرحله ۳: تکمیل پخت
۱. شوید خرد شده را اضافه کنید.
۲. زردچوبه، نمک و فلفل را بیفزایید.
۳. تخم مرغ‌ها را یکی یکی شکسته و روی مواد بریزید.
۴. درب تابه را بگذارید تا تخم مرغ‌ها بپزند.

## ارزش غذایی
بر اساس تحقیقات مرکز تحقیقات تغذیه شمال:
- منبع پروتئین گیاهی و فیبر
- حاوی ویتامین‌های گروه B
- هر پرس (300 گرم) حدود 320 کالری انرژی دارد [۴]

## نکات تغذیه‌ای
- مناسب برای گیاهخواران (در صورت حذف تخم مرغ)
- منبع خوب آهن و روی
- به دلیل وجود نخود، شاخص گلایسمی پایینی دارد

## شیوه سرو
این غذا به روش‌های مختلفی سرو می‌شود:
- همراه با برنج کته ساده
- با ترشی محلی و سیرترشی
- در برخی مناطق با ماهی شور یا ماهی دودی

## تغییرات منطقه‌ای
- در فومن: با سیر بیشتر و تندتر تهیه می‌شود
- در ماسال: معمولاً با نان سرو می‌شود
- در شفت: گاهی با گردو نیز همراه می‌شود

## تفاوت با غذاهای مشابه
- باقلا وابیج: در نخود وابیج از نخود استفاده می‌شود نه باقلا
- نخود آبگوشت: نخود وابیج بافت خشک‌تری دارد و با تخم مرغ سرو می‌شود